# Кравченко Ігор Григорович
І́гор Григо́рович Кра́вченко — старший лейтенант Збройних сил України, учасник російсько-української війни.

## Нагороди
за особисту мужність і героїзм, виявлені у захисті державного суверенітету та територіальної цілісності України, вірність військовій присязі під час російсько-української війни, відзначений — нагороджений
- 27 червня 2015 року — орденом Богдана Хмельницького III ступеня.